# GIAT CN120-26/52/Nexter F1
El cañón  para tanque GIAT CN120-26/52 - Nexter F1 es una pieza de artillería de origen francés del calibre 120 milímetros, de 52 calibres de longitud. Es el armamento primario del Leclerc, del AMX-40 y del prototipo brasileño  EE-T2, de ánima lisa y cromada.

## Características
Éste cañón se alimenta por medio de un cargador mecanizado, que le permite una tasa de tiro de hasta 12 disparos por minuto.
El GIAT CN120 puede utilizar la munición de norma estándar de cualquier cañón para tanque de la OTAN. Su munición de uso típico antitanque son:
- El penetrador cinético de tipo sabot LKE1 (obus flèche OFL), desarrollado junto a Alemania (en donde se denomina como DM43), con una velocidad de salida inicial de 1790 metros (5873 pies) /s.
- El proyectil de carga explosiva (obus explosif à charge creuse, OECC), con una velocidad de salida inicial de 1100 metros (3609 pies) /s

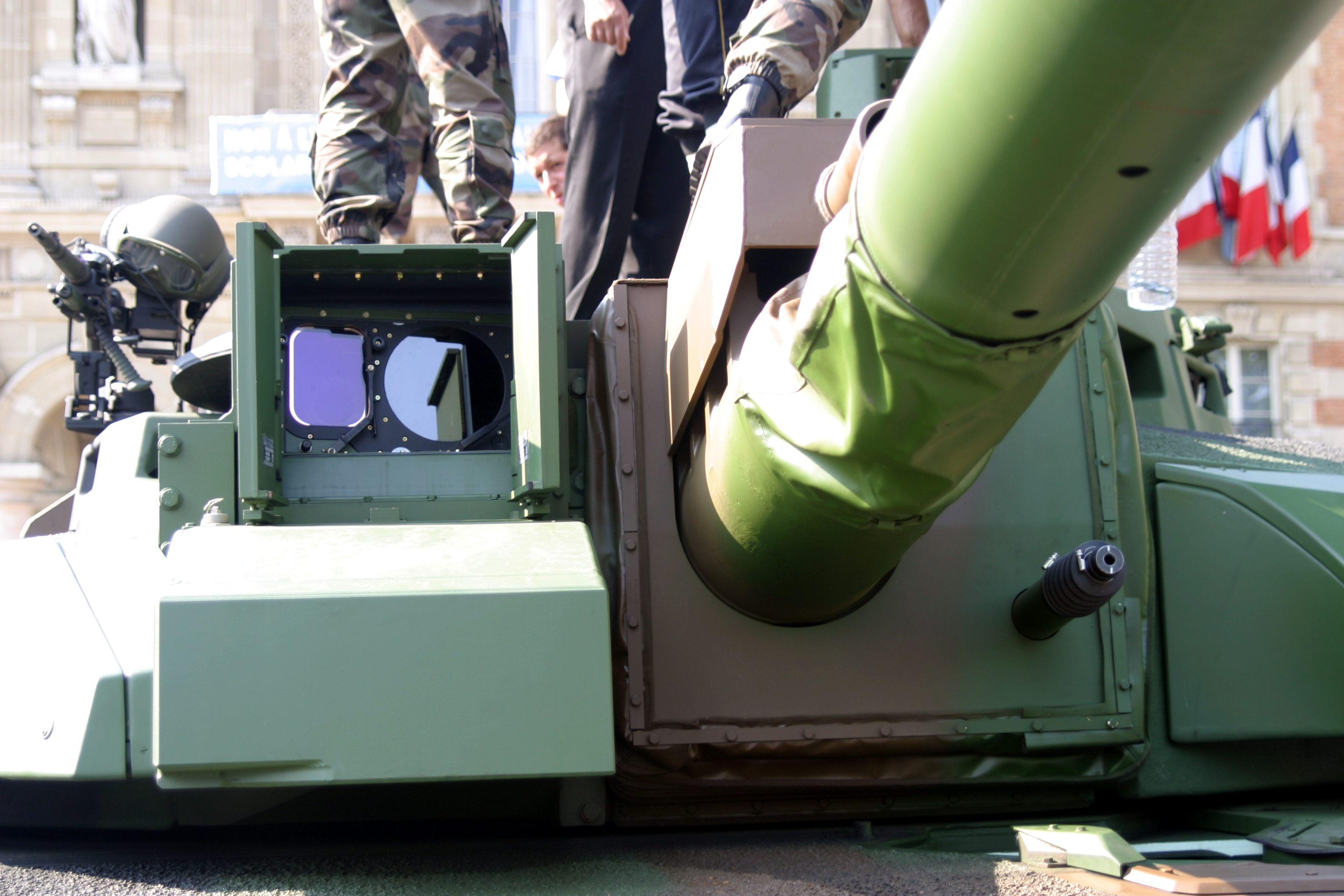
Base de la montura del cañón en un Leclerc.

### Desarrollos relacionados
- Rheinmetall 120 mm
- IMI MG251
- Royal Ordnance L7
- Royal Ordnance L11
- Royal Ordnance L30
- RUAG L50
- / 2A46 (D-81T)

### Listas relacionadas
- Anexo:Tanques de combate principal por generación